# 皮克斯利鎮區 (伊利諾伊州克萊頓)
皮克斯利鎮區（英語：Pixley Township）是位於美國伊利諾伊州克萊縣的一個行政鎮區。

## 地方資料
根據2010年美國人口普查的數據，皮克斯利鎮區的面積為116.80平方千米，當中陸地面積為116.75平方千米，而水域面積為0.05平方千米。當地共有人口561人，而人口密度為每平方千米4.8人。